# Dog Eat Dog (album)
Albums de Joni Mitchell
Wild Things Run Fast
(1982) Chalk Mark in a Rain Storm
(1988)
Singles
1. Shiny Toys
Sortie : 1985
2. Good Friends
Sortie : 1985

Dog Eat Dog est le douzième album studio de Joni Mitchell, sorti en octobre 1985.

## Contenu
Dans cet opus, Mitchell explore un son plus expérimental, notamment avec le travail de production du musicien britannique Thomas Dolby.
Les paroles traitent de sujets de la société de l'époque, comme le télévangélisme, le consumérisme ou encore la famine en Éthiopie.
Une des chansons les plus insolites de l'album est Smokin' (Empty, Try Another) qui utilise un sample du son du distributeur de cigarettes installé dans le hall du studio où avait été enregistré Wild Things Run Fast. 
Good Friends est un duo avec Michael McDonald dont le clip a été réalisé par Jim Blashfield. 

## Réception
L'album s'est classé 63e au Billboard 200.

## Liste des titres
Toutes les chansons sont écrites et composées par Joni Mitchell, sauf mention contraire.
| 1. | Good Friends                 |                            | 4:25 |
| 2. | Fiction                      | Joni Mitchell, Larry Klein | 4:14 |
| 3. | The Three Great Stimulants   |                            | 6:11 |
| 4. | Tax Free                     | Joni Mitchell, Larry Klein | 4:19 |
| 5. | Smokin' (Empty, Try Another) |                            | 1:43 |

| 1. | Dog Eat Dog        | 4:41 |
| 2. | Shiny Toys         | 3:27 |
| 3. | Ethiopia           | 5:53 |
| 4. | Impossible Dreamer | 4:30 |
| 5. | Lucky Girl         | 4:02 |

## Personnel
- Joni Mitchell : chant, piano, claviers, synthétiseurs, effets audio
- Michael McDonald : chant (piste A1), chœurs (piste A4)
- Larry Klein : claviers, synthétiseurs, basse, programmation
- Thomas Dolby : claviers, synthétiseurs, programmation
- Michael Landau : guitare
- Steve Lukather : guitare (piste A5)
- Larry Williams : flûte, saxophone ténor (piste B2)
- Kazu Matsui : shakahachi (piste B3)
- Wayne Shorter : saxophone soprano (piste B4), saxophone ténor (piste B5)
- Jerry Hey : trompette, bugle
- Gary Grant : trompette, bugle (piste B2)
- Vinnie Colaiuta : batterie, samples
- Alex Acuña : batá (piste B4)
- Michael Fisher : samples de percussions
- Don Henley, James Taylor : chœurs (pistes A4, B1 et B2)
- Amy Holland : chœurs (piste A4)